# Barrage de Malpaso
Le barrage de Malpaso, connu officiellement sous le nom de barrage de Nezahualcóyotl, est situé dans la région de Centro, dans l'État du Chiapas, au Mexique, près de la frontière entre Tabasco et Veracruz. Il s’agit du premier d'une série de plusieurs grands barrages construits sur la rivière Grijalva pour produire de l’énergie hydroélectrique. Il possède le deuxième plus grand réservoir au Mexique, après le barrage Belisario Dominguez. La construction du barrage a eu lieu dans les années 1960, et a inondé non seulement le lit de la rivière, mais également des hectares de forêt tropicale et de terres agricoles, diverses villes et villages et sites archéologiques : il s’agit notamment de l’ancienne ville de Quechula, dont l’église dominicaine du XVIe siècle apparaît lorsque les niveaux d’eau sont bas, et du site archéologique de San Isidro, qui contient l’un des deux seuls terrains de balle doubles mésoaméricains connus. La mise en service de la centrale de 1 080 MW du barrage a débuté en 1969, et a pris fin en 1977. Le réservoir et la construction ultérieure d'une autoroute fédérale ont stimulé l'écotourisme dans la région.

## Le réservoir et ses environs
Malpaso est l’un des nombreux villages de la rivière Grijalva au Chiapas, aux côtés des Chicoasén, Peñitas et Belisario Dominguez (La Angostura). Le Nezahualcoyotl est le deuxième plus grand réservoir du Mexique après le Belisario Dominguez  couvrant une superficie de 995 000 hectares et d’une capacité de stockage maximale de 9 750 millions de mètres cubes. Le barrage existe principalement pour alimenter l'un des plus grands complexes hydroélectriques au Mexique. Il est géré par le Comité technique de la gestion des armes hydrauliques, composé notamment de la Commission fédérale de l'électricité de Conagua et de l'Institut d'ingénierie de l'Université nationale autonome du Mexique (UNAM).
Un belvédère est aménagé pour offrir une vue panoramique sur le réservoir et les environs. Le barrage et le réservoir sont situés dans la région montagneuse du centre de l’État, principalement dans les municipalités de Tecpatán, mais aussi dans certaines à Ocozocoautla, 139 km au nord-ouest de Tuxtla Gutiérrez,. La région a un climat chaud et humide avec la plupart des pluies entre juin et novembre, qui sont également les mois les plus chauds. La température moyenne annuelle est de 25 °C. L'écosystème régional est principalement constitué de forêts pluviales de grande hauteur, et est majoritairement inclus dans la réserve de biosphère El Ocote. La région est considérée comme un territoire ais il existe également des communautés de Tzotzils.

## Construction
La construction du barrage a commencé en 1959, la majeure part étant achevée en 1964 et le dernier confinement du réservoir en 1966. Il a été construit par Cía Raudales, un consortium de sept sociétés. La construction a été entreprise en quatre phases principales, la rivière étant déviée par des tunnels des deux côtés de son lit. La première étape consisté en la construction de cinq tunnels et un pont d’accès d’un côté. Au cours de la deuxième étape, le fleuve a été dévié dans ces tunnels en bloquant son cours normal pour permettre la construction du barrage. Dans la troisième étape, la construction du barrage a été achevée (en 1964) et la fermeture des tunnels a commencé. Lors de la dernière étape, les derniers tunnels ont été fermés et le réservoir complètement scellé par le barrage.
Le réservoir ainsi créé couvrait non seulement les rapides de cette région de la rivière Grijalva, mais également les sources d’eau douce et thermales, la forêt ombrophile, les habitats des animaux, les terres agricoles, les sites archéologiques et diverses villes et villages, le plus important étant Quechula. Quechula était sous emprise zoque lors de l’arrivée des Espagnols en 1524. Les Dominicains y ont construit une église, le temple de Santiago, à partir de 1564, qui a été submergée avec le reste de la ville après la construction du barrage. Cependant, chaque année pendant la saison sèche, au moins une partie de cette structure réapparaît lorsque les niveaux d'eau sont bas. La plupart des murs du bâtiment se sont effondrés, mais le mur avec le clocher à pignon reste. La première fois, les habitants ont décidé de célébrer la messe dans la vieille ville. La réapparition de l'église attire toujours les visiteurs dans la région. La création du barrage a forcé la réinstallation de centaines de familles dans la région, la plupart ayant été transférées dans une communauté appelée Nuevo Quechula.
Avant la construction du barrage, la zone avait été étudiée par le Proyecto de Salvamento Arqueologico (Projet de récupération archéologique). L’une des découvertes majeures de cette période est le site de San Isidro avec son terrain de jeu mésoaméricain en 1965. Le site de San Isidro est situé à l’ancien confluent des rivières Grijalva et La Venta. Son terrain de balle est significatif car il est double, avec un espace presque carré de quatre-vingt mètres sur soixante, bordé par les murs inclinés traditionnels. Au centre de l'espace se trouve une division composée de deux sous-tribunaux. Aujourd'hui, ce site est sous les eaux du réservoir.

## Problèmes de contrôle des inondations
La région est chaude et humide, avec de grandes quantités de précipitations qui proviennent principalement du golfe du Mexique à travers l'état de Tabasco. Les précipitations dans la région sont également fortement affectées par les phénomènes météorologiques d’ El Niño et de La Niña, qui peuvent considérablement augmenter ou réduire les niveaux des réservoirs et la quantité d’eau qui en sort à travers les barrages. Malpaso est le grand barrage le plus proche des plaines inondables plates de Tabasco. Seul le plus petit barrage de Peñitas est plus proche.
Ces deux barrages permettent de contrôler les inondations qui se dirigent vers l’État de Tabasco  mais lorsque les réservoirs sont excessivement pleins, il devient nécessaire de libérer de grandes quantités d’eau. Cela se produit le plus souvent à la fin de l'été et à l'automne, lorsque les pluies sont les plus abondantes. Cette eau se dirige vers les plaines inondables plates et à drainage lent de Tabasco, y compris sa capitale, Villahermosa, et provoque de graves inondations. En 1970, le bassin d’envasement a été sévèrement endommagé lors d’une inondation, avec 20% de moins que la capacité nominale. Les fluctuations de pression ont provoqué le détachement de dalles de pierre de leur ancrage. Les dernières inondations majeures liées au barrage de Malpaso ont eu lieu en 2007 et 2008. Des pluies exceptionnellement fortes ont non seulement saturé le barrage, mais aussi inondé environ 400 villes alentour en 2007  En 2008, vingt-deux communautés de la zone du barrage ont été inondées  et lorsque les eaux ont enfin retrouvé leur fluidité, des inondations majeures se sont produites à Tabasco, en particulier à Nacajuca. En 2008, la Comisión Federal de Electricidad, propriétaire du barrage, a mis fin aux activités du barrage afin d'achever la deuxième étape d'un projet de canal conçu pour réduire le stockage dans le réservoir du barrage. La construction du canal s'est déroulée en trois étapes et a été creusée dans un glissement de boue entre le barrage et le barrage de Peñitas en aval. À la fin de la troisième étape, le canal pourra dépasser 3 522 m3/s.

## Écotourisme

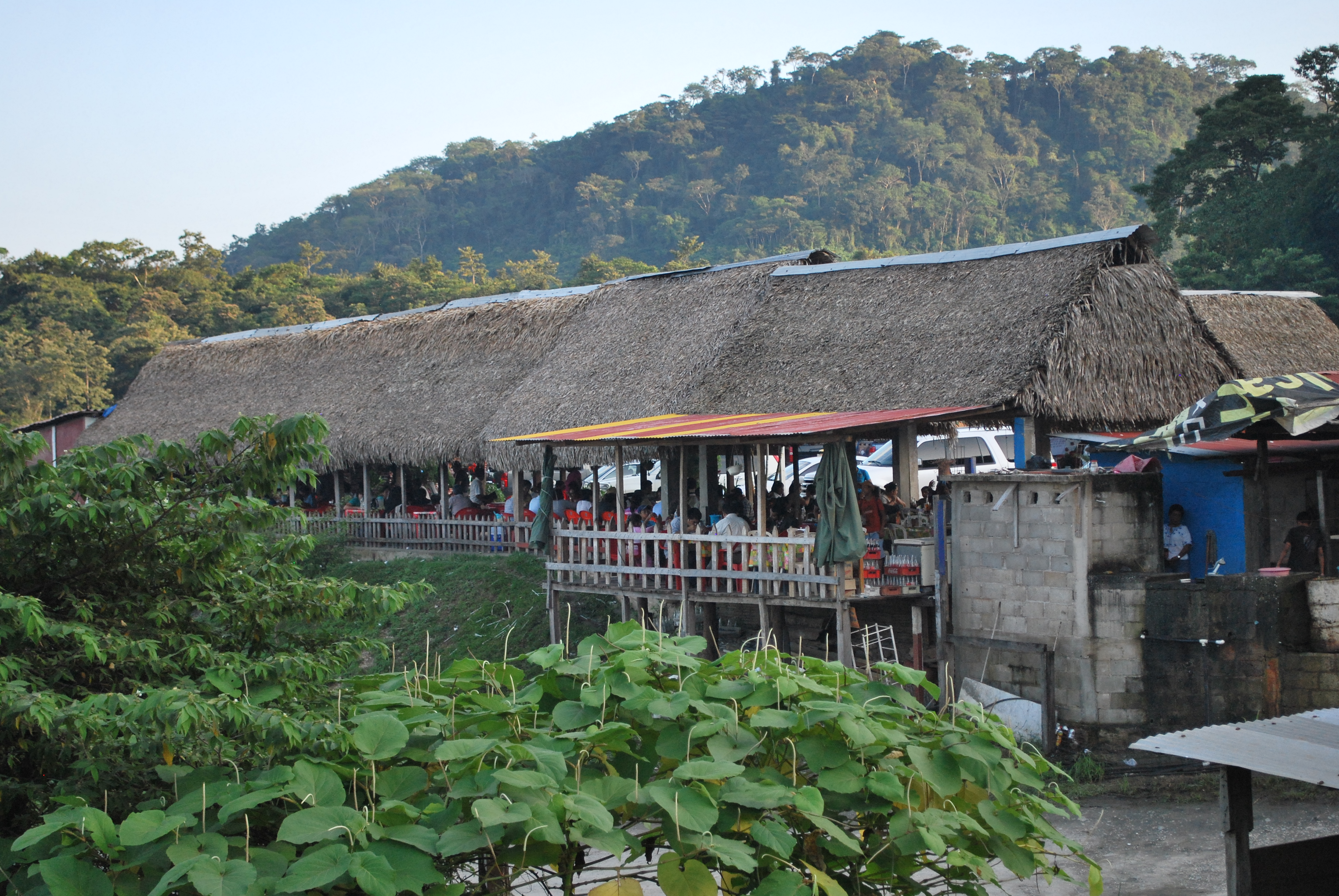
Restaurants à côté du réservoir sur le pont du Chiapas

La construction du barrage et des projets d'infrastructure ultérieurs ont permis le développement d'une industrie de l'écotourisme dans la région. La plus grande partie du réservoir se trouve dans la réserve de biosphère El Ocote, une zone de forêt pluviale de forte croissance. C'est l'un des plus importants du sud du Mexique en raison de sa taille et de sa diversité biologique. Le gouvernement fédéral a investi dans le développement de l'écotourisme dans la région, comme Jun Jnopbentik, qui est administré par huit organisations locales d'ejido. Une autre attraction reliée au réseau hydrographique du réservoir est le canyon de La Venta, qui fait partie de la rivière La Venta qui alimente le réservoir et fait également partie de la réserve El Ocote. À côté du pont du Chiapas , une partie d'une grande route fédérale a été construite dans la région depuis la construction du barrage, il y a un centre d'écotourisme qui offre des excursions en bateau, randonnée pédestre, léquitation et camping, ainsi qu'un certain nombre de restaurants pour touristes mettant en vedette des poissons de la région.

## Pont du Chiapas
Le pont de Chiapas enjambe le barrage de Malpaso et la partie d’une autoroute fédérale qui relie le sud de Veracruz à Tuxtla Gutierrez. Le pont et la route rendent la zone du barrage plus accessible au tourisme.
La décision de construire le pont a été prise en 2002 et le projet a duré 14 mois. L'inauguration a eu lieu en décembre 2003. Le pont s'étend sur 1 208 mètres sur une partie du réservoir. Le pont a une largeur de dix mètres et comporte huit appuis, sept piliers ou "vestes" et une bande de béton fixée sur un sol ferme. La partie supérieure du pont est constituée de matériaux orthotropes et de 102 voussoirs en métal pesant 8 900 tonnes et d’un poids moyen de huit tonnes par mètre. La quantité totale d'acier utilisée dépasse 19 000 tonnes, soit l'équivalent de quatre plates-formes océaniques. Il a été sélectionné comme meilleur projet d'infrastructure au Mexique en 2004.